# ساشو أنجيلوف
ساشو أنجيلوف (بالبلغارية: Сашо Ангелов)‏ هو مدرب كرة قدم ولاعب كرة قدم بلغاري في مركز الدفاع، ولد في 15 يونيو 1969 في بلغاريا. شارك مع منتخب بلغاريا لكرة القدم. أما مع النوادي، فقد لعب مع سسكا صوفيا ونادي بوتيف بلوفديف ونادي دوبرودزا دوبريتش ونادي فلامورتاري فلوره ونادي لوكوموتيف صوفيا.

## وصلات خارجية
- ساشو أنجيلوف على موقع قاعدة بيانات كرة القدم.إي يو (الإنجليزية)
- ساشو أنجيلوف على موقع ناشيونال فوتبول تيمز (الإنجليزية)